# Орнитин
Орнитин (Диаминовалериановая кислота) NH2CH2CH2CH2CH(NH2)СООН — непротеиногенная аминокислота, заменимая в питании человека, не входящая в состав белков, играет важную роль в биосинтезе мочевины (орнитин важный промежуточный продукт на пути синтеза аргинина).
При декарбоксилировании молекулы орнитина при гниении трупов образуется путресцин — одно из нескольких составляющих так называемого трупного яда.
В пептидных последовательностях обозначается Orn. Присутствует в свободном виде в организмах, входит в состав некоторых антибиотиков (D-орнитин -в бацитрацин, D- и L-орнитин -в   грамицидин S.); в белках не обнаружен.
L-орнитин впервые выделен из печени акулы в 1937 Д. Аккерманом, D-орнитин- из тироцидина в 1943 А. Гордоном.
Мировое производство орнитина около 50 т/год (1982 В. В. Басе).

## Медицинское применение
При приёме внутрь стимулирует реакцию образования мочевины из аммиака в орнитиновом цикле мочевинообразования. В виде соли с L-аспартатом используется для лечения печеночной энцефалопатии у пациентов с циррозом.